# Helen McNicoll
Helen McNicoll (ur. 14 grudnia 1879 w Toronto, Ontario, zm. 27 czerwca 1915 w Swanage, Wielka Brytania) – kanadyjska malarka impresjonistyczna.

## Życiorys
Helen McNicoll urodziła się jako najstarsze z ośmiorga dzieci Davida McNicolla i Emilie Pashley. Była głucha od dzieciństwa z powodu przebytej szkarlatyny. Ok. 1885 po tym, jak jej ojciec otrzymał pracę w Canadian Pacific Railway, rodzina przeniosła się z Toronto do Montrealu. Pierwszą poważną edukacje malarską Helen McNicoll rozpoczęła w Art Association of Montreal pod okiem Williama Brymnera. Brymner był zwolennikiem malarstwa plenerowego i stylu impresjonistycznego, co wyraźnie wpłynęło na artystyczny rozwój McNicoll. W przeciwieństwie do współczesnej jej Emily Carr McNicoll cieszyła się niezależnością finansową, nie musiała więc tworzyć nic na siłę, ani zabiegać o zamówienia w celu zdobycia środków na utrzymanie. W latach 1904–1906 studiowała w Slade School of Fine Art w Londynie oraz w St Ives w Kornwalii pod okiem Algernona Mayowa Talmage’a. Następnie wynajęła pracownię we Francji. W poszukiwaniu tematów jeździła po okolicy. W 1908 otrzymała pierwszą nagrodę Jessie Dow Prize for Painting z rąk Art Association w Montrealu. Wróciła do Anglii, gdzie dzieliła atelier i ekspedycje malarskie do Yorkshire i Londynu ze swą bliską przyjaciółką, brytyjską malarką Doroteą Sharp. Jako członkini Royal Society of British Artists i wiceprezes Society of Women Artists, Sharp przyczyniła się do uzyskania przez McNicoll członkostwa Royal Society of British Artists w 1913. Generalnie jednak nowoczesna, jasna paleta McNicoll i jej styl malarski nie zostały zaakceptowane przez członków Royal Society. Między 1913 a 1915 McNicoll wystawiła 11 obrazów z Royal Society of British Artists.
W 1914 McNicoll została wybrana na członka stowarzyszonego Royal Canadian Academy of Arts. Podczas swojego pobytu w Anglii i Europie, nadal uczestniczyła w corocznych wystawach organizowanych przez Royal Canadian Academy of Arts oraz przez Art Association of Montreal. Ten ostatni wystawił jej obrazy pośmiertnie w 1922 i 1925.
McNicoll zmarła nagle w wieku lat 35 z powodu cukrzycy. W 1925 Musée des Beaux-Arts de Montréal zorganizowało retrospektywną wystawę obejmującą 141 obrazów i szkiców artystki, pochodzących głównie z kolekcji jej rodziny.

## Twórczość
McNicoll czerpała inspirację z twórczości kobiet-impresjonistek, jak Berthe Morisot i Mary Cassatt. Głównym tematem jej obrazów były kobiety pracujące i macierzyństwo. Przykładem tego ostatniego są obrazy W cieniu namiotu i Młoda matka w cieniu (oba z ok. 1914).

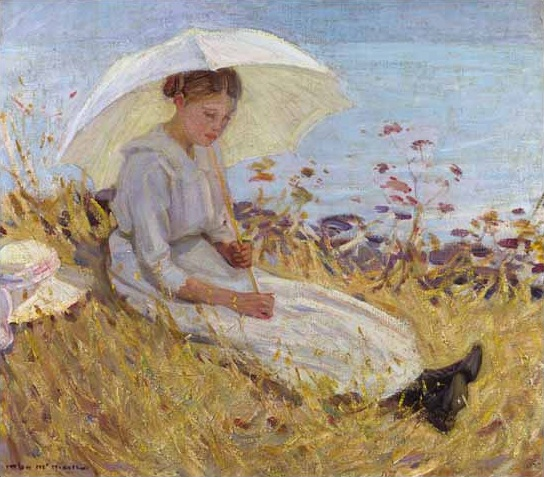
Dziewczyna z parasolem
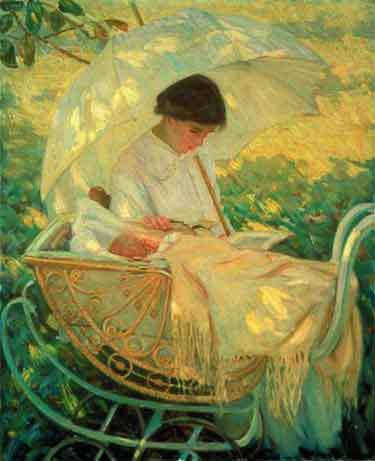
Da cosa Nasca Cosa
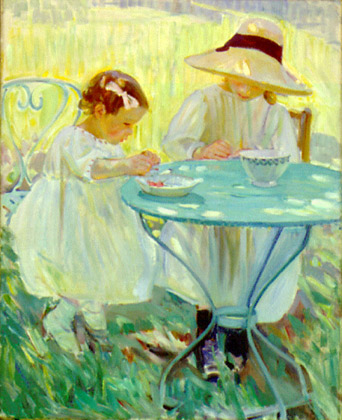
Czas wisien
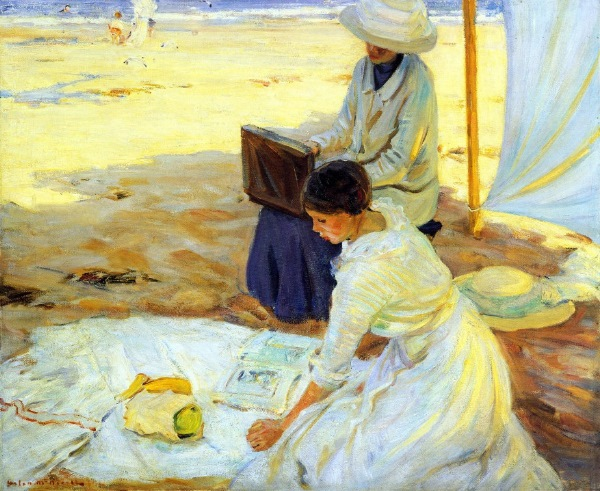
W cieniu namiotu